# جورج واتسون
جورج واتسون (بالإنجليزية: George Watson)‏ (1855 في الهند - 23 نوفمبر 1884 في نيوزيلندا) هو لاعب كريكت نيوزلندي. لعب مع فريق كانتربري للكريكت ‏.

## وصلات خارجية
- جورج واتسون على موقع أرشيف الشارخ.
- جورج واتسون على موقع إي آس بي آن كريك إنفو (الإنجليزية)